# Ratka
Ratka (in ungherese Rátkapuszta) è un comune della Slovacchia facente parte del distretto di Lučenec, nella regione di Banská Bystrica.